# Paul Ojgen Blojler
Paul Ojgen Blojler je švajcarski psihijatar. Rođen je 30. aprila 1857. Imao je dvoje dece sa Hedvig Blojler, jednom od retkih žena sa doktoratom, studirao je medicinu u Cirihu, a od 1881. radio je kao medicinski asistent na psihijatrijskoj klinici u Bernu. Godine 1886. postaje direktor psihijatrijske bolnice u Rajnauu Rheinau, koja se nalazila u starom manastiru. Proučavao je šizofreniju, demenciju i autizam. Najviše uticaja na njegov rad imali su Sigmund Frojd, Ogist Forel i Gotlib Burkhart, čiji je asistent bio na klinici u Bernu 1881 godine. Njegovi najznačajniji studenti su bili Karl Jung i Manfred Blojler. Njegovi prvi radovi su prevedeni 1912. godine.